# Patos (etnička grupa)
Patos, ime za jednu od ranih guaranskih skupina (klan ili pleme) koji su kao ribari u vrijeme dolaska Europljana živjeli na velikom jezeru Lagoa dos Patos u Južnom Brazilu na području današnjih držaca Rio Grande do Sul i Santa Catarina.